# Aktivismus und Negativismus
Aktivismus und Negativismus sind Begriffe, welche die Politik der Sudetendeutschen während der Ersten Tschechoslowakischen Republik beschreiben.
Nach dem Zerfall Österreich-Ungarns und der Gründung der Tschechoslowakei im Oktober 1918 lebten in deren Grenzen etwa 3,5 Millionen Bürger deutscher Abstammung, die meisten davon in Böhmen und Mähren (Deutschböhmen und Deutschmährer bzw. „Sudetendeutsche“). Sie lehnten den neuen Staat mehrheitlich ab, zumal der Versuch, die überwiegend deutsch besiedelten Grenzgebiete abzutrennen und dem Deutschen Reich bzw. Deutsch-Österreich anzugliedern, im Dezember 1918 von bewaffneten tschechischen Verbänden gewaltsam unterbunden worden war.
Nachdem die im Prager Parlament vertretenen deutschen Parteien ab 1920 zunächst versuchten, einheitlich der tschechischen und slowakischen Mehrheit gegenüberzutreten und einen „Parlamentarischen Verband“ bildeten, kam es bald zu Meinungsverschiedenheiten über das weitere Vorgehen, so dass sich der Parlamentarische Verband schon 1922 auflöste.
In dieser Zeit kam die Bezeichnung Aktivismus auf, die die Absicht darstellte, durch Zusammenarbeit mit den tschechischen und slowakischen Parteien und durch Verantwortungsübernahme in der Regierung die Situation der Sudetendeutschen zu verbessern. Die Motivation für dieses Vorgehen war vielschichtig; zunächst war die einfache Akzeptanz der politischen Gegebenheiten vordergründig. Später – nach der Machtübernahme Hitlers in Deutschland – verfolgten insbesondere die Sozialdemokraten (DSAP) das Ziel der Stärkung der tschechoslowakischen Demokratie und die Ablehnung der Diktatur in Deutschland.
Der Gegenbegriff Negativismus wurde von Rudolf Lodgman von Auen im November 1922 eingeführt. Damit wurde die grundsätzliche Ablehnung des tschechoslowakischen Staates und einer aktiven Mitarbeit an ihm dokumentiert.
Eine eindeutige Zuordnung von Aktivismus und Negativismus zu bestimmten politischen Parteien ist oft nicht möglich. So verhielten sich alle deutschen Parteien – auch die Sozialdemokraten – unmittelbar nach dem Ersten Weltkrieg überwiegend „negativistisch“. 1926 traten der Bund der Landwirte und die Deutsche Christlich-Soziale Volkspartei in die Regierung ein, wogegen sich damals noch die Sozialdemokraten aussprachen. Diese schwenkten 1929 endgültig auf einen aktivistischen Kurs und beteiligten sich von da bis 1938 an der tschechoslowakischen Regierung. Nahezu durchgängig negativistisch verhielten sich die Deutsche Nationalpartei (DNP) und die Deutsche Nationalsozialistische Arbeiterpartei (DNSAP).
Die 1933 gegründete Sudetendeutsche Heimatfront (später Sudetendeutsche Partei) unter Konrad Henlein orientierte sich in den ersten Jahren ihrer Existenz zumindest programmatisch am Aktivismus, bevor sie zum Wegbereiter des Anschlusses der Sudetengebiete an das Deutsche Reich wurde.
Ähnliche Tendenzen gab es auch bei anderen Minderheiten. Innerhalb der Ungarischen Christlich-Sozialen Landespartei bildeten sich aktivistische und negativistisch Parteiflügel heraus. Der aktivistische Flügel wurde ausgeschlossen und trat erfolglos alleine als Westslowakische Christlich-Soziale Partei an. Die proukrainischen Russinen, die sich bei den Sozialdemokraten und der Ruthenischen Bauernpartei sammelten, wurden als staatstreu beschrieben, während die prorussischen Russinen sich stärker für eine Autonomie einsetzten.

## Zitate
- „Wer glaubt, dass ich mich persönlich scheuen würde, öffentlich zu erklären, daß die höchste Pflicht des deutschen Volksvertreters in diesem Staate der Hochverrat ist, der irrt.“ – Rudolf Lodgman von Auen (DNP) im tschechoslowakischen Abgeordnetenhaus, 27. Oktober 1922
- „Ich hasse und verabscheue diesen Staat. Niemals werde ich mich in ihm wohlfühlen; der schönste Tag in meinem Leben wird der sein, in dem dieser Staat in seine Bestandteile zerfällt. Aber - das kann natürlich noch lange dauern, ja man weiß nicht, ob es überhaupt so kommen wird. Inzwischen wäre es doch gut, sich mit den Tschechen, die nun einmal jetzt die Macht haben, einigermaßen zu stellen. Mit Abgeordneten, die sich den Tschechen feindlich zeigen, ist gar nichts auszurichten; Abgeordnete dagegen, die bei den Tschechen gut angeschrieben sind, bringen ihren Wählern allerhand mit nach Haus, sei es nun eine Gewerbekonzession, oder eine Steuererleichterung oder eine Einfuhrbewilligung oder eine Militärbefreiung, und wenn wir erst ein paar deutsche Minister im Kabinett sitzen hätten, dann wäre noch viel mehr zu erreichen.“ – der DNP-Vorsitzende Heinrich Brunar über die seiner Meinung nach vorherrschende Einstellung der Sudetendeutschen, 17. März 1926.[6]
- "Aktivismus ist, die berechtigten Lebensinteressen auch des deutschen Volkes zu wahren.” - Franz Spina (Bund der Landwirte), 16. April 1927
- „Die deutschen Regierungsparteien regieren mit - das heißt: sie stehen Schmiere, wenn tschechische Chauvinisten Volksrechte, Rechte des deutschen Volkes stehlen. Ein Betrug am eigenen Volke, ein Betrug am Auslande, das ist dieser deutsche Aktivismus!“ – Eugen de Witte (DSAP) im tschechoslowakischen Abgeordnetenhaus, 28. Juni 1927
- „Die deutschen Nationalsozialisten und die deutsche Nationalpartei versuchen, unsere Gemeinschaft der deutschen und der tschechischen Sozialdemokratie zu verhöhnen und uns nach der schon oft abgeleierten Melodie des nationalen Verrats zu bezichtigen. Beiden wäre zu sagen, daß sie Negativisten im Kampfe um die Forderungen des deutschen Volkes an die Tschechoslowakische Republik sind. Das gesamte deutsche Volk kann seine besonderen wirtschaftlichen, politischen und kulturellen Forderungen nur mit Erfolg betreiben, wenn auch ein Teil des tschechischen Volkes dafür gewonnen wird.“ – Franz Macoun (DSAP) im tschechoslowakischen Abgeordnetenhaus, 24. November 1930
- „Wir wollen unsere ganze Kraft einsetzen, dass die drohende politische und soziale Katastrophe des Sudetendeutschtums verhindert wird. Daß diese Katastrophe verhindert wird, liegt auch im Interesse des Staates, liegt im Interesse der weiteren Zusammenarbeit zwischen den fortschrittlichen Kräften des sudetendeutschen und des tschechischen Volkes.“ – Wenzel Jaksch (DSAP) im tschechoslowakischen Abgeordnetenhaus, 26. Juni 1935
- „Wir wollen nicht, dass das Haus, das wir nun einmal gemeinsam mit den Tschechen und Slowaken bewohnen, in Flammen aufgehe. Wir bejahen vielmehr die Aufgabe, es freundlich und wohnlich einzurichten für alle seine Bürger und Bürgerinnen, ohne Unterschied der Nationalität.“ – Wenzel Jaksch im tschechoslowakischen Abgeordnetenhaus, 5. April 1938